# Ein Lied für Rom (Österreich)
Unter dem Titel Ein Lied für Rom fand die österreichische Vorentscheidung zum Eurovision Song Contest 1991 am 16. März 1991 statt. Thomas Forstner gewann und vertrat Österreich in Rom, wo er auf den 22. und letzten Platz landete.

## Format
Es standen zehn Lieder zur Auswahl. Die Abstimmung erfolgte durch eine Expertenjury und durch Televoting. Dabei flossen die Ergebnisse zu gleichen Teilen in das Ergebnis ein.
Die Show wurde von den beiden Schauspielern Nicole Fendesack und Andreas Steppan moderiert.
Im Teilnehmerfeld gab es zwei Interpreten, die bereits Österreich beim Eurovision Song Contest vertreten hatten,  Anita 1984 und Thomas Forstner 1989.
Zusätzlich war Marc Berry Mitglied der Gruppe Blue Danube, die 1980 Österreich vertrat, als Backgroundsänger sowohl für Fresh als auch für Tony Wegas bei der Vorentscheidung dabei.

## Voting
| Platz | Startnr. | Interpret           | Lied                         |
| ----- | -------- | ------------------- | ---------------------------- |
| 01.   | 10       | Thomas Forstner     | Venedig im Regen             |
| 02.   | 07       | Tony Wegas          | Wunder dieser Welt           |
| 03.   | 09       | Alex & Elisa        | Du und ich                   |
| 04.   | 02       | Erwin Bros          | Nur vom Frieden zu reden     |
| 05.   | 08       | Curt Strohm         | Feuer                        |
| 06.   | 06       | Fresh               | Spürst Du...                 |
| 07.   | 05       | Anita               | Land in Sicht                |
| 08.   | 01       | Alex                | Zurück zu Dir                |
| 09.   | 04       | Three Girl Madhouse | 1001                         |
| 10.   | 03       | Natascha            | Gebt den Kindern dieser Welt |